# 组织组成物
组织组成物指合金组织中具有确定本质、一定形成机制的特殊形态的组成部分。例如：某合金室温组织：α+βII，则α和βII为组织组成物。